# Mansa Qu
Mansa Qu, död 1308, var en afrikansk härskare. Han var mansa, monark, i Maliriket mellan cirka 1300 och 1308.